# Sweet Little Lies
Sweet Little Lies is een roman geschreven door Lauren Conrad en is gepubliceerd in februari 2010 bij de Amerikaanse uitgever HarperTeen. In het Nederlands worden de boeken uitgegeven door Blossom Books. Het boek is deel twee van een driedelige serie.
Sweet Little Lies heeft 3 weken lang in de New York Times Bestseller List gestaan.
Het eerste boek heet L.A. Candy, en het vervolg van Sweet Little Lies heet Sugar & Spice.

## Verhaal
Nog geen week geleden was het leven van Jane Roberts één groot feest. De ster van de realityshow  L.A. Candy ging uit in de hipste nachtclubs. Designers stuurden haar de mooiste outfits in de hoop dat Jane ze zou dragen. En sinds haar relatie met de beroemde Jesse Edwards konden de bladen geen genoeg meer van haar krijgen.
Tot Gossip vijf dagen geleden die vreselijke foto's publiceerde. Foto's van Jane en Jesses beste vriend Brad. Zoenend.. Dat er behalve zoenen niets gebeurd is, dat is er in dat roddelblad natuurlijk niet bij. Of dat Jesse zich vlak daarvoor vreselijk misdragen had. Nu is Jane halsoverkop naar Mexico gevlucht, waar de ouders van Madison Parker, haar co-ster uit L.A. Candy, een vakantiehuis hebben. Ze zitten er heerlijk op het strand met hun margarita's, maar Jane kan er niet van genieten. Hoe wist die fotograaf dat Brad bij haar was? Iemand moet de pers getipt hebben. Wie kan ze vertrouwen, en wie niet?

## Personages
| Naam           | Opmerking                                                                                                  |
| -------------- | --- |
| Jane Roberts   | Werkt bij Fiona Chen Events en speelt in de realityshow L.A. Candy.                                        |
| Scarlett Harp  | De beste vriendin van Jane, zit op het U.S.C. (University of Southern California) en speelt in L.A. Candy. |
| Madison Parker | Speelt in L.A. Candy. Wil graag de belangrijkste rol en de beroemdheid, daar doet ze ook alles voor.       |
| Gaby Garcia    | Speelt in L.A. Candy. Ze is goed bevriend met Madison.                                                     |
| Trevor Lord    | De bedenker van L.A. Candy.                                                                                |
| Brad           | Een vriend van Jane, waar ze in het begin verliefd op is.                                                  |
| Jesse Edwards  | Beste vriend van Braden, later een relatie met Jane .                                                      |
| Hannah         | Een collega van Jane bij Fiona Chen Events.                                                                |
| Fiona Chen     | De baas van Fiona Chen Events.                                                                             |
| Diego          | Een goede vriend van Jane en Scarlett, hij werkt bij tijdschrift Gossip.                                   |
| Veronica Bliss | De baas van Diego.                                                                                         |
| Dana           | Een van de producers van L.A. Candy.                                                                       |
| Willow         | Relatie met Brad.                                                                                          |
| Caleb          | Ex-vriendje van Jane.                                                                                      |